# Drycothaea jolyi
Drycothaea jolyi es una especie de escarabajo longicornio del género Drycothaea, familia Cerambycidae. Fue descrita científicamente por Galileo & Martins en 2010.
Habita en Perú. Los machos y las hembras miden aproximadamente 12,4 mm. El período de vuelo de esta especie ocurre en el mes de mayo.